# Auguste Villiers
Pour les articles homonymes, voir Villiers.
Ne doit pas être confondu avec Auguste de Villiers de L'Isle-Adam.
Auguste Félix Villiers, né le 15 janvier 1834 à Châteaudun et mort le 19 décembre 1900 à Paris 12e, est un écrivain, journaliste et auteur dramatique français.

## Biographie
Fils d'Henri Félix Villiers, un militaire devenu libraire parisien, et de Julie Virginie Lemay, on lui doit des romans et des chansons ainsi que des pièces de théâtre qui ont été représentées, entre autres, au Théâtre Déjazet.
Il épouse Virginie Armande Riallen-Bourgneuf.

## Œuvres
Théâtre
- 1865 : Le Fils du marchand, drame en 5 actes et 7 tableaux, au théâtre de la Gaîté
- 1866 : La Porte Saint-Denis (1672), drame en cinq actes, avec Adolphe Favre, au théâtre Beaumarchais (13 janvier)
- 1869 : Il faut des époux assortis, vaudeville en 1 acte, avec Henri Auger de Beaulieu, au théâtre Déjazet (30 mai)
- 1869 : Les Conteurs d'histoires, pièce en 4 actes, avec Henri Auger de Beaulieu, au théâtre Déjazet (2 juillet)[3]
- 1874 : Les Garçons de café, vaudeville en 3 actes, avec Henri Auger de Beaulieu, au théâtre Saint-Pierre (septembre)
- 1875 : Crépin Ier, roi des Bons, revue en 4 actes et 8 tableaux, avec Henri Auger de Beaulieu, au théâtre Saint-Pierre (23 janvier)

Littérature
- 1854 : Aux Français en Orient, in-8, Créteil, imprimerie Crété
- 1858 : Les Chansons parisiennes, Larchon
- 1882 : Le Conscrit de Corbeil, in-12, Paris, Auguste Ghio éditeur[4]
- 1883 : Le Fils de l'assassin, roman moral et philanthropique, in-18, Paris, Auguste Ghio éditeur[5]
- 1887 : Aventures d'un chien racontées par lui-même, Paris, éditions Fayard
- 1888 : 89, poésies républicaines, Paris, librairie E. Gaulon. Réédition, en 2012, aux Éditions Abordo, avec une préface de Loris Chavanette et une postface de Carles Diaz
- 1889 : Maman, étude de mœurs populaires, in-18, Paris, librairie Mondaine
- 1892 : Les Drames du cœur, Paris, L. Boulanger éditeur
- 1892 : Les Voyages impossibles. La traversée de l'Afrique en vélocipède, in-4, Paris, L. Boulanger éditeur
- 1895 : L'Histoire d'une chanson, avec Angèle Devancaze, Paris, librairie Charles
- 1897 : Minette, histoire d'une jeune fille sage, in-12, Paris librairie P. Fort
- 1897 : Le Pavé de Paris, avec Angèle Devancaze, Paris, librairie P. Fort
- 1897 : Messieurs les Alphonses, étude de mœurs réaliste, avec Angèle Devancaze, Paris, librairie P. Fort
- 1897 : Les Reines du trottoir, avec Angèle Devancaze, Paris, librairie P. Fort

Chanson
- 1894 : La Vision de Jeanne d'Arc, paroles d'Auguste Villiers, musique de Louis Bordèse, Paris, Choudens éditeur
- 1896 : Aimons encore !, paroles d'Auguste Villiers et Angèle Devancaze, musique de François Jacotot[6]
- 1898 : Le Soldat, paroles d'Auguste Villiers, musique d'Émile Spencer.